# Viljen til sejr
Viljen til sejr (eng.: Chariots of Fire) er en britisk historisk drama film fra 1981. Den fortæller en faktabaseret historie om to atleter ved OL 1924: Eric Liddell, en hengiven skotsk kristen, der kører til ære for Gud, og Harold Abrahams, en engelsk jøde, der løb for at overvinde fordomme.
Filmen blev udtænkt og produceret af David Puttnam, skrevet af Colin Welland, og instrueret af Hugh Hudson. Den blev nomineret til syv Oscars og vandt fire, herunder "Bedste film" og "Bedste manuskript".
Filmens engelske titel er inspireret af linjen: "Bring me my chariot of fire" fra William Blakes digt tilpasset til den populære britiske patriotiske hymne Jerusalem. Hymnen høres i slutningen af filmen. Den oprindelige sætning "vogn (e) af ild" er fra 2 Kongebog 02:11 og 06:17 i Bibelen.

## Eksterne Henvisninger
- Viljen til sejr på Internet Movie Database (engelsk)
- Viljen til sejr på Filmdatabasen
- Viljen til sejr på Scope
- Viljen til sejr i Svensk Filmdatabas (svensk)
- Viljen til sejr på AlloCiné (fransk)
- Viljen til sejr på MovieMeter (nederlandsk)
- Viljen til sejr på AllMovie (engelsk)
- Viljen til sejrs profil hos Encyclopædia Britannica Online (engelsk)
- Viljen til sejr på Turner Classic Movies (engelsk)
- Viljen til sejr på The Movie Database (engelsk)